# Bob Verbeeck
Robert Verbeeck, detto Bob (Tessenderlo, 5 agosto 1960), è un ex mezzofondista belga.

## Palmarès

### Europei indoor
- 1 medaglia:
  - 1 oro (Il Pireo 1985 nei 3000 metri piani)